# 高橋 (宮川)
高橋（たかはし）は、福島県大沼郡会津美里町にある道路橋である。

## 概要
- 全長：47.2m
- 幅員：6.0（14.0）m
- 形式：鋼単純鈑桁橋
- 竣工：2000年度

一級水系阿賀野川水系宮川を渡り、福島県道329号湯野上会津高田線を通す。南詰は尾岐窪字新町、北詰は吉田字外嶺甲に位置する。橋上は上下対向2車線で供用され、上下線両側に幅員3.5mの歩道が設置されている。
毎年7月19日、土用入りの前日には橋上にて町指定重要無形民俗文化財である高橋の虫送りが行われ、大きな萱製の虫かごを橋の上から流す。

## 沿革
- 1913年8月27日 - 台風による大雨で宮川が氾濫し、それまで架かっていた橋梁が流出する。
- 1914年10月 - 全長22m、幅員3.6mの橋梁として架け替えられる[1]
- 2000年度 - 現在の橋梁が建設される。

旧橋の狭隘さの解消に加え、当地で宮川の河川改修事業が行われることから全長320mの高橋工区として架替と取付道路の整備が行われた。架設はトラッククレーンによる工法で行われた。桁にはメンテナンスフリー化のため耐候性鋼材が使用されている。総工費は2億2200万円。

## 周辺
- 舩岡稲荷神社